# Liste der Baudenkmale in Butteldorf
In der Liste der Baudenkmale in Butteldorf sind die Baudenkmale der niedersächsischen Gemeinde Elsfleth Ortsteil Butteldorf aufgelistet. Der Stand der Liste ist der 13. Juli 2022.

## Allgemein
In den Spalten befinden sich folgende Informationen:
- Lage: die Adresse des Baudenkmales und die geographischen Koordinaten. Kartenansicht, um Koordinaten zu setzen. In der Kartenansicht sind Baudenkmale ohne Koordinaten mit einem roten Marker dargestellt und können in der Karte gesetzt werden. Baudenkmale ohne Bild sind mit einem blauen Marker gekennzeichnet, Baudenkmale mit Bild mit einem grünen Marker.
- Bezeichnung: Bezeichnung des Baudenkmales
- Beschreibung: die Beschreibung des Baudenkmales. Unter § 3 Abs. 2 NDSchG werden Einzeldenkmale und unter § 3 Abs. 3 NDSchG Gruppen baulicher Anlagen und deren Bestandteile ausgewiesen.
- ID: die Objekt-ID des Baudenkmales
- Bild: ein Bild des Baudenkmales, ggf. zusätzlich mit einem Link zu weiteren Fotos des Baudenkmals im Medienarchiv Wikimedia Commons. Wenn man auf das Kamerasymbol klickt, können Fotos zu Baudenkmalen aus dieser Liste hochgeladen werden:

| Lage                                     | Bezeichnung                           | Beschreibung | ID       | Bild           |
| ---------------------------------------- | ------------------------------------- | --- | -------- | -------------- |
| Butteldorf 4 53° 11′ 22″ N, 8° 23′ 0″ O  | Schule Butteldorf                     | Eingeschossiger Backsteinbau von um 1910 | 36114624 | BW             |
| Butteldorf 5 53° 11′ 12″ N, 8° 22′ 30″ O | Wohn-/ Wirtschaftsgebäude             | Zweiständerhallenhaus in Fachwerk von 1746 | 36107893 | BW             |
| Butteldorf 5 53° 11′ 11″ N, 8° 22′ 31″ O | Scheune                               | Fachwerkbau in Ankerbalkenkonstruktion aus der 1. Hälfte des 19. Jhs. | 36107924 | BW             |
| Butteldorf 6 53° 11′ 28″ N, 8° 23′ 3″ O  | St. Jacobi Altenhuntorf (Kirche)      | Saalkirche in Backstein mit 7/12-Schluss mit Strebepfeilern und innerer Balkendecke auf alten Fundamenten stammt von 1732; Ausstattung Altarretabel, Emporen, Orgelbaldachin, Orgel von 1908. Kanzel von 1644 | 36107950 | Weitere Bilder |
| Butteldorf 6 53° 11′ 24″ N, 8° 23′ 1″ O  | St. Jacobi Altenhuntorf (Glockenturm) | Unmittelbar westlich vor der Kirche freistehender rechteckiger Glockenturm. Verbohlte Holzkonstruktion auf Backsteinfundament unter Satteldach. Auf der Nordseite bezeichnet 1685. | 36107950 | Weitere Bilder |
| Butteldorf 6 53° 11′ 23″ N, 8° 23′ 3″ O  | St. Jacobi Altenhuntorf (Friedhof)    | Friedhof um die Kirche St. Jacobi Altenhuntorf auf der Kirchwurt. Gestaltet mit Rasenflächen und Wegen. Insgesamt acht ältere Grabsteine des 17.-19. Jhs., wohl alle in Neuaufstellung südlich der Kirche,hinter dem Chor und in der Nordwestecke des Friedhofs. In der Südwestecke an der Mauer Kriegerdenkmal für beide Weltkriege und den Deutsch-Französischen Krieg. Auf der Westseite zur Straße (etwas herumgezogen auf die Nord- und Südseite) eingefriedet durch eine Backsteinmauer mit hohen rechteckigen Pfosten und Eisentor. | 36113836 | Weitere Bilder |
| Butteldorf 31 53° 11′ 28″ N, 8° 23′ 3″ O | Wohn-/ Wirtschaftsgebäude             | Zweiständerhallenhaus von um 1800, an den Traufseiten noch Fachwerk, Wohngiebel in Backstein ersetzt und Wirtschaftsteil 1900 verlängert sowie Stallanbau in Backstein von um 1900 | 36108004 | BW             |
| Butteldorf 33 53° 11′ 30″ N, 8° 23′ 3″ O | Wohn-/ Wirtschaftsgebäude             | Zweiständerhallenhaus mit Backsteinaußenmauern und der Stallanbau stammen von um 1900 | 36112660 | BW             |
| Höfeweg 9 53° 11′ 3″ N, 8° 21′ 52″ O     | Wohn-/ Wirtschaftsgebäude             | Kleines Zweiständerhallenhaus in Fachwerk von 1782 | 36115518 | BW             |
| Höfeweg 11 53° 11′ 6″ N, 8° 21′ 53″ O    | Wohn-/ Wirtschaftsgebäude             | Zweiständerhallenhaus mit Backsteinaußenmauern vom frühen 20. Jh. | 36110823 | BW             |
| Höfeweg 11 53° 11′ 5″ N, 8° 21′ 54″ O    | Scheune                               | Fachwerkscheune in Ankerbalkenkonstruktion aus der 2. Hälfte des 19. Jhs. | 36110849 | BW             |
| Höfeweg 11 53° 11′ 6″ N, 8° 21′ 52″ O    | Stall                                 | Backsteinbau vom Ende des 19. Jhs. oder um 1900 | 36110875 | BW             |
| Höfeweg 11 53° 11′ 6″ N, 8° 21′ 52″ O    | Backhaus                              | Backsteinbau mit Backofenanbauvom Ende des 19. Jhs. oder um 1900 | 36111403 | BW             |
| Höfeweg 21 53° 11′ 14″ N, 8° 22′ 10″ O   | Wohn-/ Wirtschaftsgebäude             | Zweiständerhallenhaus in Fachwerk vom 18. Jh. und jüngerer Stallanbau in Backstein | 36114649 |                |
| Höfeweg 23 53° 11′ 16″ N, 8° 22′ 13″ O   | Wohn-/ Wirtschaftsgebäude             | Zweiständerhallenhaus in Backstein aus der 2. Hälfte des 19. Jhs., Außenmauern um 1910 erneuert | 36114701 |                |
| Höfeweg 23 53° 11′ 16″ N, 8° 22′ 12″ O   | Bauerngarten                          | Garten hinter dem Haupthaus | 36117783 | BW             |
| Höfeweg 43 53° 11′ 23″ N, 8° 22′ 24″ O   | Wohn-/ Wirtschaftsgebäude             | Zweiständerhallenhaus in Fachwerk von 1776 | 36108036 | BW             |
| Höfeweg 43 53° 11′ 23″ N, 8° 22′ 27″ O   | Scheune                               | Fachwerkscheune in Ankerbalkenkonstruktion aus der 1. Hälfte des 19. Jhs. | 36108064 | BW             |
| Höfeweg 47 53° 11′ 24″ N, 8° 22′ 26″ O   | Wohn-/ Wirtschaftsgebäude             | Zweiständerhallenhaus mit Backsteinaußenmauern vom späten 19. Jh., Wirtschaftsgiebel von 1924 | 36108090 | BW             |
| Höfeweg 47 53° 11′ 25″ N, 8° 22′ 28″ O   | Scheune                               | Verbohlte Fachwerkscheune in Ankerbalkenkonstruktion aus der 1. Hälfte des 19. Jhs. | 36108116 | BW             |
| Höfeweg 49 53° 11′ 25″ N, 8° 22′ 28″ O   | Wohn-/ Wirtschaftsgebäude             | Zweiständerhallenhaus in Fachwerk aus der 1. Hälfte des 18. Jhs. | 36108141 | BW             |
| Höfeweg 49 53° 11′ 25″ N, 8° 22′ 31″ O   | Scheune                               | Fachwerkscheune in Ankerbalkenkonstruktion aus der 1. Hälfte des 19. Jhs. | 36108168 | BW             |
| Höfeweg 51 53° 11′ 27″ N, 8° 22′ 28″ O   | Wohn-/ Wirtschaftsgebäude             | Zweiständerhallenhaus in Fachwerk Wirtschaftsteil nachträglich in Backstein nach Osten verlängert mit Stallflügel in Backstein von um 1800, Wirtschaftsgiebel von 1892 | 36108194 | BW             |
| Höfeweg 51 53° 11′ 27″ N, 8° 22′ 29″ O   | Speicher                              | | 36112789 | BW             |
| Höfeweg 51 53° 11′ 26″ N, 8° 22′ 30″ O   | Scheune                               | Fachwerkscheune in Ankerbalkenkonstruktion aus der 1. Hälfte des 19. Jhs. | 36108718 | BW             |